# Засвятиця
Засвятиця (біл. вёска Засьвеціна) — село в складі Березинського району Мінської області, Білорусь. Село підпорядковане Капланецькій сільській раді, розташоване в східній частині області.